# Microsoft Expression Design
Das zur Microsoft-Expression-Software-Familie gehörige und nicht als eigenständiges Produkt erhältliche Grafikprogramm Microsoft Expression Design richtet sich an professionelle Designer und Entwickler. Es basiert auf dem Vektorprogramm Expression des 2003 von Microsoft übernommenen Softwareherstellers Creature House und wurde unter Verwendung der Windows Presentation Foundation (WPF) programmiert. Der Codename für Expression Design war Acrylic und wurde ursprünglich als Expression Grafik Designer angekündigt, bevor der jetzige Name im Dezember 2006 festgelegt wurde.
Die Grafiken können nicht nur in die Adobe-Formate für Photoshop (.PSD), Illustrator (.AI) und Acrobat (.PDF) exportiert werden, sondern auch in XAML, das in Microsoft Expression Blend oder direkt in WPF-basierten Anwendungen weiterverwendet werden kann.
Im Dezember 2012 gab Microsoft bekannt, das Produkt nicht weiterentwickeln zu wollen, und stellte die Version 4 kostenlos zum Download bereit.

## Verfügbarkeit
Erstmals erschien Expression Design am 30. April 2007. Die aktuelle Version 4 ist seit dem 7. Juni 2010 auf Englisch als Bestandteil des Expression Studio 4 erhältlich, die deutsche Version erschien kurze Zeit später im Juli 2010. Sie ist für die Windows-Plattform ab Windows XP erhältlich und setzt das .NET-Framework 4.0 voraus.
Im September 2011 erschien eine neue Vorabversion unter dem Namen Expression Design September 2011 Preview, die unter anderem SVG-Export einführt.
Seit Dezember 2012 ist die Version 4 als kostenloser Download verfügbar.

### Videos und Tutorials
- Expression Tutorials (deutsch)
- Webcasts zu Expression Studio (bei MSDN) (englisch)
- yourExpression – Unabhängige deutsche Community zu Expression Blend, mit Video Tutorials
- Englische Trainingsmaterialien zu Expression Studio – Starterkits, Einführungen, Beispiele
- Microsoft Expression Design Tutorials (englisch) – Kostenlose Tutorials für Microsoft Expression Design und Web